# Hyllie
För andra betydelser, se Hyllie (olika betydelser).

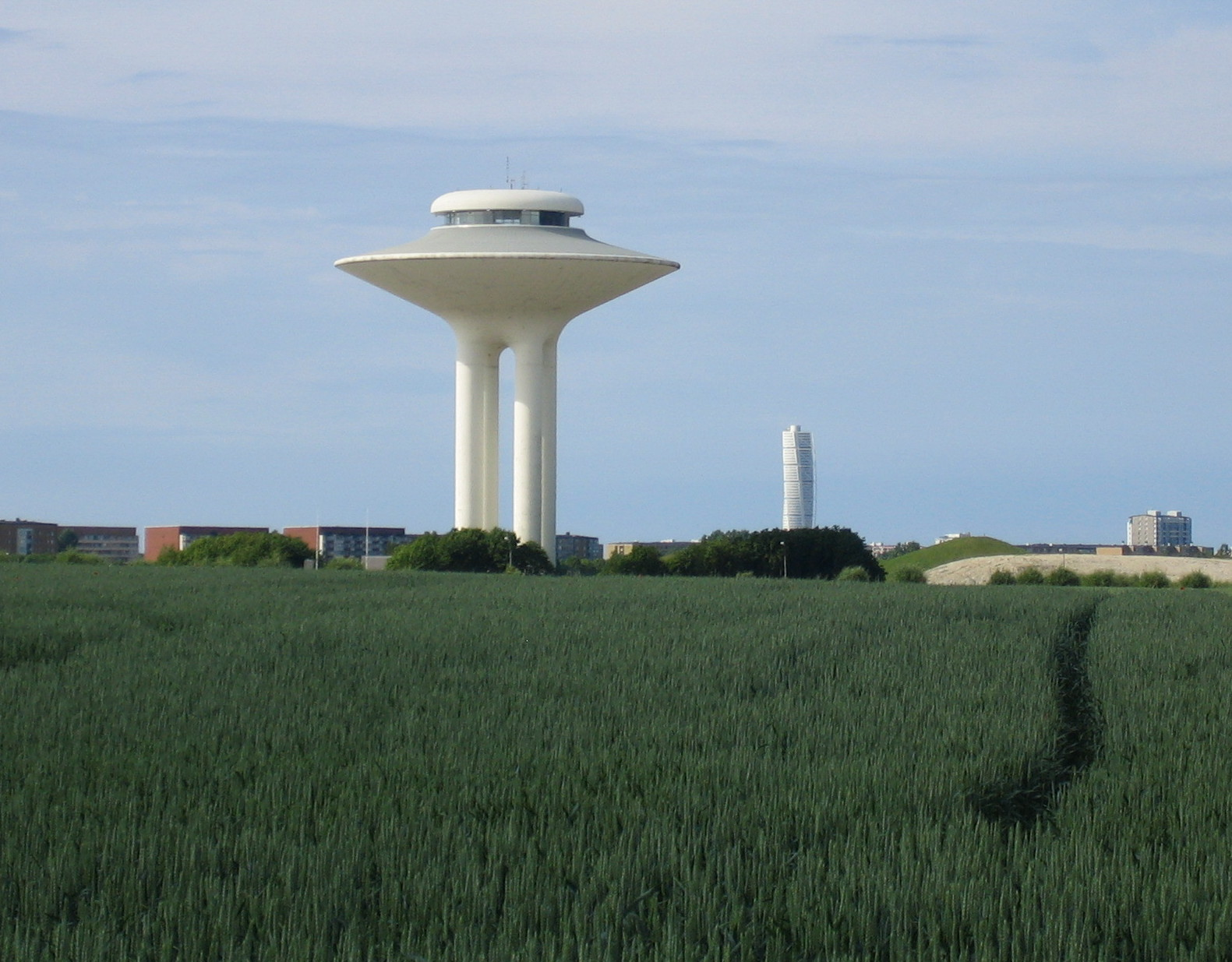
Hyllie vattentorn.

Hyllie (uttal /²hʏlː(i)jɛ/) är en stadsdel i stadsområdet Väster i Malmö. Stadsdelen omfattar delvis Hyllie socken, som 1906 blev en del av Limhamns köping.
Själva Hyllieby tillhör inte stadsdelen Hyllie, utan Limhamn-Bunkeflo.

## Hyllie utbyggnadsområde

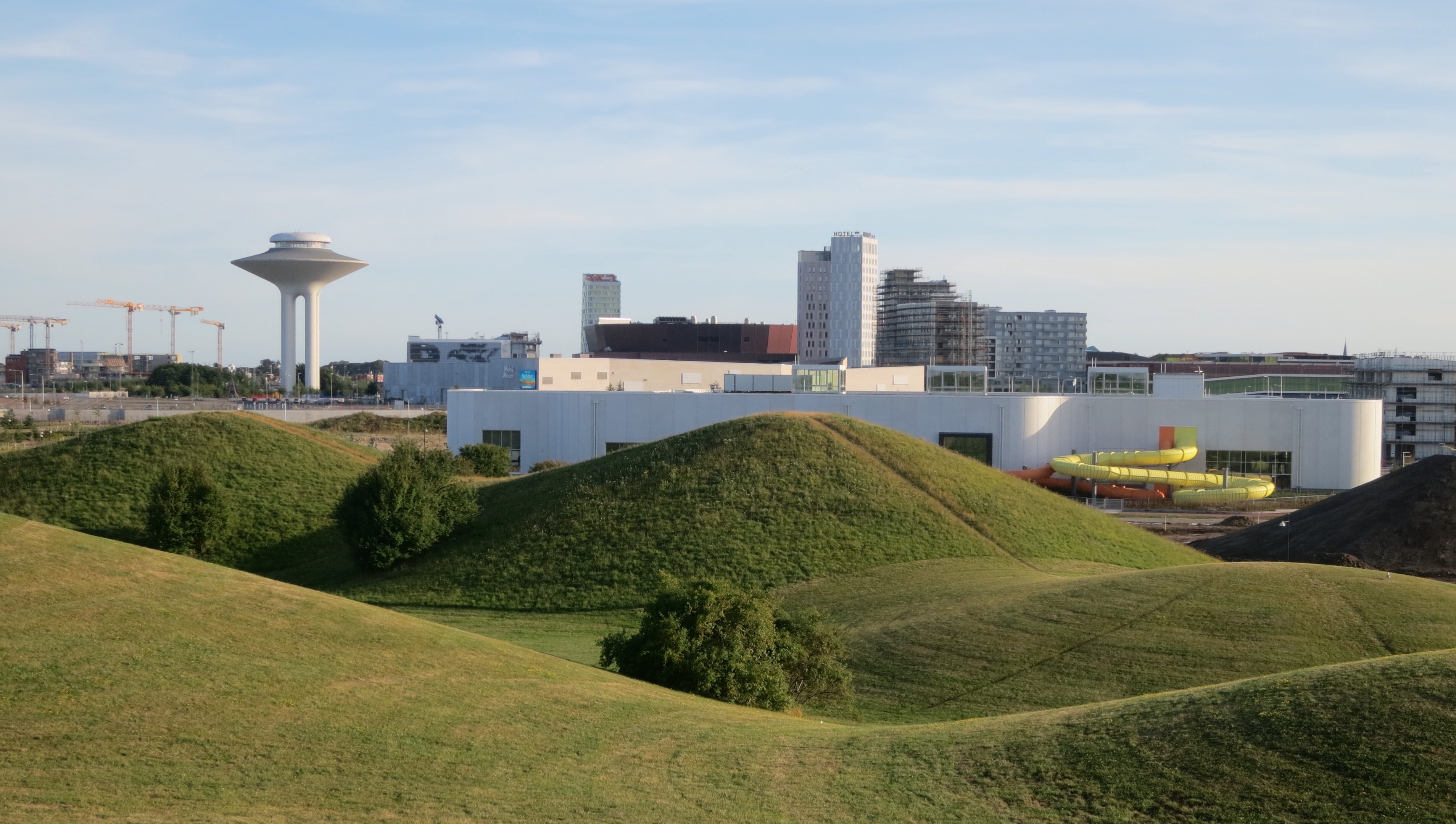
Hyllievång från Kroksbäcksparken.

I stadsdelen Hyllie ligger Malmös största utbyggnadsområde. Det sträcker sig från bostadsområdena Holma och Kroksbäck i norr till Yttre ringvägen i söder. Här byggs ett nytt centrumområde med betydelse för tillväxten i både Malmö och Öresundsregionen. Fullt utbyggt beräknas Hyllie centrum ha ca 9 000 bostäder och lika många arbetsplatser. 
Vid Hyllie stationstorg, hjärtat i området, ligger station Hyllie som öppnade den 12 december 2010 då Citytunneln invigdes. Restiden till Triangelns station är 3 minuter och 6 minuter till Malmö C. Från Hyllie till Kastrups flygplats tar det 12 minuter. Station Hyllie är den första svenska järnvägsstationen efter Öresundsbron och Danmark.
Bredvid Hyllie vattentorn, 80 meter från stationen, ligger Malmö Arena som invigdes i november 2008. Arenan har plats för över 15 000 åskådare och är hemmaarena för ishockeylaget Malmö Redhawks. 
På Hyllie stationstorg ligger Point Hyllie. Det är ett byggprojekt som består av fyra huskroppar, planerat för bostäder, butiker, kontor, restauranger och service. Första byggnaden stod klar i december 2010, samtidigt som större delen av torgytan på totalt 11 000 m².  Ankomsthallen och nedgången till station Hyllie ligger mitt på torget och byggnader som Malmö Arena, Point Hyllie och Emporia. Utformningen av Hyllie stationstorg bygger på idén om den skånska bokskogen och dess mystik. På torget finns en liten stiliserad bokskog bestående av 40 bokträd. På torgets långsidor står höga belysningsmaster för att ge allmänt ljus men också för att skapa en digital natthimmel över torget.
Malmös största parkeringshus – med ett nytt ”park n' ride-koncept" – ligger i Hyllie centrumområde, som också invigdes i december 2010. Nio parkeringsplan ovan mark, och ett under, ger plats för 1 500 bilar och 1 300 cyklar varifrån man sedan kan åka vidare med tåg från Hyllie station. Parkeringshuset ersätter pendlarparkeringen på Svågertorp.